# F.C. De Kampioenen seizoen 13
Reeks 13 van F.C. De Kampioenen werd voor de eerste keer uitgezonden tussen 7 december 2002 en 1 maart 2003. De reeks telt 13 afleveringen.

## Overzicht
| Nr. serie | Nr. reeks | Titel van aflevering   | Scenarist(en)                                      | Uitzenddatum     |  |
| --- | --------- | ---------------------- | -------------------------------------------------- | ---------------- |  |
| 157 | 1         | Het knekelveld         | Koen Vermeiren                                     | 7 december 2002  |  |
| Fernand krijgt rommel van de oude school. Hij verneemt ook dat er vroeger een Spaans kerkhof lag op de plaats van het voetbalveld. Hij probeert de Kampioenen schrik aan te jagen. Carmen verstuikt haar voet en moet naar het ziekenhuis. Ze amuseert zich daar en wil er een tijdje blijven, tot ergernis van de dokter en de verpleging. |           |                        |                                                    |                  |  |
| 158 | 2         | Kamer te huur          | Bart Cooreman                                      | 14 december 2002 |  |
| Een Kameroenese werknemer van Boma, Dieudonné, woont tijdelijk bij Pascale in. Al snel worden deze twee vrienden, tegen de zin van Boma. Hij en Fernand verzinnen een plan om Dieudonné in het slechte daglicht te zetten. Carmen wil zich bewijzen als kokkin en begint een weddenschap met Doortje en Pol. |           |                        |                                                    |                  |  |
| 159 | 3         | Blond & meedogenloos   | Knarf Van Pellecom en Marc Scheers                 | 21 december 2002 |  |
| Boma heeft een relatie met Kimberly, een meisje dat met hem wil trouwen voor zijn geld. Iedereen ziet dit, behalve Boma. De vrouwen proberen Boma te overtuigen dat Kimberly op zijn geld uit is, echter zonder succes. Het is uiteindelijk Marc die Boma de ogen opent. Carmen wil Xavier Frans leren omdat hij dan een tweetaligheidspremie kan krijgen bij het leger. |           |                        |                                                    |                  |  |
| 160 | 4         | Het Kampioenenbal      | Bart Cooreman                                      | 28 december 2002 |  |
| Carmen en Xavier hebben ruzie. Carmen doet alsof ze een relatie heeft met Fernand om Xavier jaloers te maken. Xavier moet op het bal alle zeilen bijzetten om Carmen terug te winnen. Bieke organiseert het jaarlijkse Kampioenenbal en wordt gecontroleerd door Boma. Ze lijkt alles tot in de puntjes voorbereid te hebben maar omdat ze vergeten is reclameaffiches te drukken, dreigt het bal op een fiasco uit te draaien. Pol mobiliseert de collega's van Xavier om hem te steunen bij zijn poging Carmen terug te winnen. |           |                        |                                                    |                  |  |
| 161 | 5         | Nennieuwennoed         | René Swartenbroekx                                 | 4 januari 2003   |  |
| Boma is verliefd op Mariette Dupont, iemand van de daklozenwerking. Marc denkt dat Billie ziek is en Pol en Doortje geen geld hebben om een operatie te betalen. De Kampioenen gaan driekoningen zingen om geld in te zamelen. Fernand doet mee, maar echter niet voor Billie. |           |                        |                                                    |                  |  |
| 162 | 6         | Friet met mayonaise    | Bart Cooreman                                      | 11 januari 2003  |  |
| Carmen begint een frituur naast het voetbalveld. Pascale en Xavier willen haar tegenhouden. Billie en Bieke vinden dat Doortje ouderwets is. Billie gaat een tijdje bij Bieke wonen en ontdekt dat het gras toch niet groener is aan de overkant. |           |                        |                                                    |                  |  |
| 163 | 7         | Xaviera Waterslaeghers | Knarf Van Pellecom, naar een idee van Marc Scheers | 18 januari 2003  |  |
| Bieke vindt dat Marc serieus werk moet zoeken, maar hij verknoeit zijn sollicitatiegesprek. Al snel heeft hij weer werk gevonden. Fernand maakt Carmen wijs dat Xavier op mannen valt. Zijn plan keert zich echter tegen hem. |           |                        |                                                    |                  |  |
| 164 | 8         | Keeper gezocht         | Knarf Van Pellecom, naar een idee van Marc Scheers | 25 januari 2003  |  |
| Xavier doet alsof hij een lumbago heeft om niet in de frituur te moeten werken. Boma staat daarom als keeper op het veld tijdens de wedstrijd en de Kampioenen winnen door toevalligheden. Maar Boma heeft de smaak te pakken en daagt Xavier uit tot een keepersduel. Marc helpt Carmen in de frituur, tegen de zin van Bieke en Pascale. |           |                        |                                                    |                  |  |
| 165 | 9         | Het mirakel            | Bart Cooreman                                      | 1 februari 2003  |  |
| Fernand doet alsof er mirakelen plaatsvinden in zijn winkel. Al snel komt er veel volk op zijn huilend beeld af. |           |                        |                                                    |                  |  |
| 166 | 10        | Vrolijke vrienden      | Mieke Verbelen                                     | 8 februari 2003  |  |
| Er logeren hippies op het veld. Pol en Doortje willen ervan af. Ook Pascale heeft moeite met de hippies in tegenstelling tot Boma. Marc eet per ongeluk een spacecake op. |           |                        |                                                    |                  |  |
| 167 | 11        | Hoogtevrees            | An Swartenbroekx                                   | 15 februari 2003 |  |
| Boma wordt ereburger en krijgt een ballonvlucht aangeboden, maar hij heeft hoogtevrees. Doortje en Pol proberen elkaar te bewijzen dat ze respectievelijk een goed gevoel voor humor hebben en niet gierig zijn. Carmen denkt dat Xavier een verrassing voor haar heeft. |           |                        |                                                    |                  |  |
| 168 | 12        | Gele limonade          | Bart Cooreman, naar een idee van Marc Scheers      | 22 februari 2003 |  |
| Marc wordt in de frituur aangevallen door een klant die ziek geworden is van het eten van Bomaworst. Hij wil niet meer in de frituur staan. Xavier en Marc zoeken een manier om de worsten van Boma eetbaar te maken. Ze produceren een "Bomarcske". Maurice duikt voor de eerste keer op: hij komt in opdracht van Boma de living van Pascale behangen. |           |                        |                                                    |                  |  |
| 169 | 13        | Bloemetjes en bijtjes  | Bart Cooreman                                      | 1 maart 2003     |  |
| Pascale en Maurice gaan samen naar het bal van de burgemeester. Boma is hier niet mee akkoord. Bieke wil een kind van Marc. Ze wil op alle mogelijke momenten met hem vrijen. |           |                        |                                                    |                  |  |

## Hoofdcast
- Marijn Devalck (Balthasar Boma)
- Loes Van den Heuvel (Carmen Waterslaeghers)
- Johny Voners (Xavier Waterslaeghers)
- Ann Tuts (Doortje Van Hoeck)
- Ben Rottiers (Pol De Tremmerie)
- An Swartenbroekx (Bieke Crucke)
- Herman Verbruggen (Marc Vertongen)
- Danni Heylen (Pascale De Backer)
- Jaak Van Assche (Fernand Costermans)

## Vaste gastacteurs
(Personages die door de reeksen heen meerdere keren opduiken)
- Ron Cornet (Kolonel Vandesijpe)
- Greet Verstraete (Kaat)
- Ludo Hellinx (Senne Stevens)
- Rob Teuwen (Billie Coppens)
- Ella Leyers (Saartje Dubois)
- Fred Van Kuyk (Jean-Luc Grootjans)
- Hugo Danckaert (pastoor Engelen)
- Luk D'Heu (Freddy Van Overloop)
- Tuur De Weert (Maurice de Praetere)

## Scenario
Scenario:
- Koen Vermeiren
- Bart Cooreman
- Knarf Van Pellecom
- Marc Scheers
- René Swartenbroekx
- Mieke Verbelen
- An Swartenbroekx

Script-editing:
- Knarf Van Pellecom

## Regie
- Etienne Vervoort

## Productie
- Marc Scheers